# بوب بولوك
بوب بولوك (بالإنجليزية: Bob Bullock)‏ هو محامي وسياسي أمريكي، ولد في 10 يوليو 1929 في هيلزبورو في الولايات المتحدة، وتوفي في 18 يونيو 1999 في أوستن في الولايات المتحدة بسبب سرطان. حزبياً، نشط في الحزب الديمقراطي.

## مناصب
- انتخب عضو مجلس نواب تكساس.
- انتخب Texas Comptroller of Public Accounts [الإنجليزية]‏.
- انتخب وزير خارجية تكساس [الإنجليزية]‏.
- انتخب نائب حاكم تكساس [الإنجليزية]‏.